# Momir Rnić (handbollsspelare född 1987)
Momir Rnić (serbiska: Момир Рнић), född 1 november 1987 i Zrenjanin i dåvarande SFR Jugoslavien, är en serbisk handbollsspelare (vänsternia/mittnia). Han är son till handbollsspelaren Momir Rnić (född 1955).

## Klubbar
- RK Proleter Zrenjanin (–2008)
- RK Velenje (2008–2010)
- RK Celje (2010–2011)
- Frisch Auf Göppingen (2011–2014)
- MT Melsungen (2014–2017)
- Rhein-Neckar Löwen (2017–2018)
- RK Proleter Zrenjanin (2018–2020)
- RK Metalurg Skopje (2020–2021)
- RK Proleter Zrenjanin (2021–)